# ستافكا

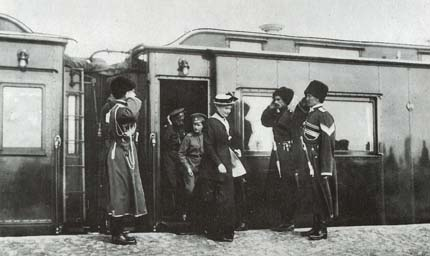
ألكسندرا فيودوروفنا وتساريفيتش أليكسي ونيقولا الثاني لحظة وصولهم للستافكا.

ستافكا (بالروسية: Ставка) مصطلح عسكري روسي أُطلق على عنصر القيادة بالقوات المسلحة منذ عهد كييف روس، وحقق رواجًا تاريخيًا في عهد الإمبراطورية الروسية كمصطلح يرمز للهيكل القيادي وأخيرا كمركز القيادة العامة للقوات المسلحة للإمبراطورية الروسية أواخر القرن التاسع عشر وهو ما استمر عليه الحال خلال العهد السوفيتي كذلك، وكلمة ستافكا في حد ذاتها تُستخدم للإشارة لأحد أفراد هيئة أركان القوات المسلحة وكذلك المقر الرسمي للقيادة العامة للقوات المسلحة، والكلمة مأخوذة من الروسية القديمة ставка والتي تقابلها كلمة خيمة في العربية.

## الستافكا خلال الحرب العالمية الأولى

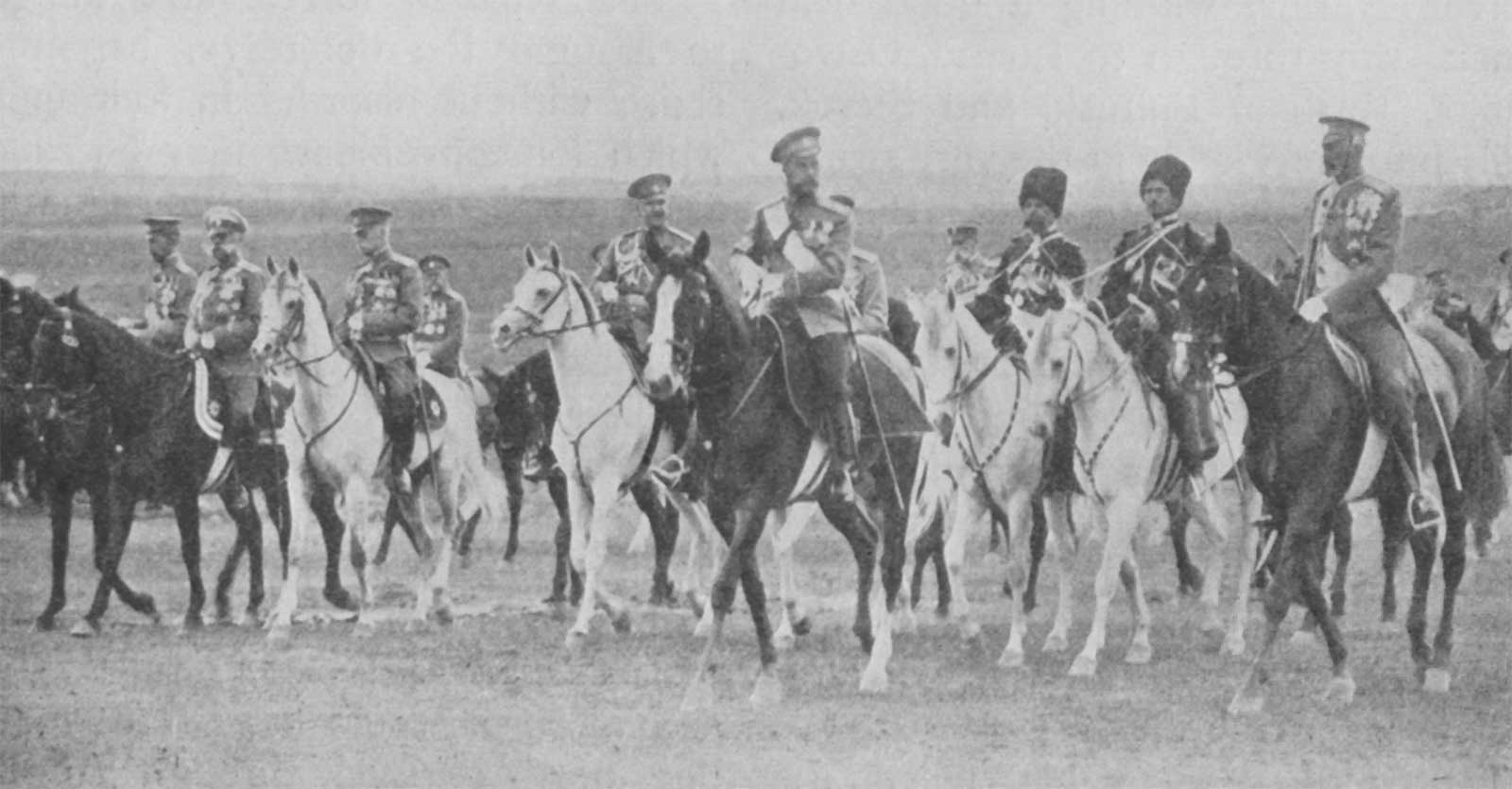
القيصر نيقولا الثاني يتوسط أعضاء الستافكا، ويبدو القائد العام ميخائيل ألكسيف في أقصى يمين الصورة.

شغل الدوق الأكبر نيقولاي نيقولايفيتش حفيد القيصر نيكولاي الأول منصب القائد العام للقوات الإمبراطورية الروسية مع بداية معارك الحرب العالمية الأولى بعدما تم تعيينه في اللحظات الأخيرة من شهر أغسطس 1914 وإن لم يشارك في وضع الخطط الحربية التي قامت القوات الروسية في تنفيذها مع اندلاع المعارك الأولى للحرب، وعلى الرغم من عدم نبوغه كقائد عسكري فريد من نوعه إلا أنه أثبت كفائة في منصبه وأظهر قدرًا كبيرًا من المسئولية وعيّن نيقولاي يانوشكيفيتش رئيسًا للأركان، وبحلول صيف عام 1915 اضطلع القيصر بمسئولية القيادة العامة للقوات المسلحة وعيّن ميخائيل ألكسيف رئيسًا للأركان.
داخليًا انقسمت الستافكا لعدة إدارات، وهي:
- إدارة القائد العام؛ وهي إدارة العمليات العسكرية المنوطة بوضع الخطط.
- إدارة القائد المناوب؛ وتختص بتنظيم القوات والمؤن والترقيات وإدارة كافة شؤون الأركان.
- إدارة النقل العسكري.
- إدارة البحرية.
- المستشارية الدبلوماسية؛ وهي إدارة على اتصال مباشر بوزارة الخارجية تعمل على نقل الوضع الخارجي والتوجهات الدولية ذات العلاقات المباشرة والغير مباشرة بالموقف العسكري الروسي.

ومع بداية إنشائها اتخذت الستافكا من بارانافيتشي (بيلاروسيا حاليا) مقرًا لها، ومع التقدم الألماني انتقل مقر الستافكا إلى موغيليوف (بيلاروسيا حاليا).

### رؤساء الأركان
- 19 يوليو 1914 - 22 أكتوبر 1914: الفريق نيقولاي يانوشكيفيتش
- 23 أكتوبر 1914 - 18 أغسطس 1915: جنرال المشاة نيقولاي يانوشكيفيتش
- 18 سبتمبر 1915 - 1916: جنرال الفرسان ميخائيل ألكسيف
- 1916 - 1 إبريل 1917: القائد العام ميخائيل ألكسيف
- 10 نوفمبر 1916 - 17 فبراير 1917: جنرال الفرسان فاسيلي غوركو
- 11 مارس 1917 - 5 إبريل 1917: جنرال المشاة ففلاديسلاف كليمبوفسكي
- 5 إبريل 1917 - 31 مايو 1917: الفريق أنطون دينيكين
- 2 يونيو 1917 - 30 أغسطس 1917: الفريق ألكسندر لوكومسكي
- 30 أغسطس 1917 - 9 سبتمبر 1917: جنرال المشاة ميخائيل ألكسيف
- 10 أكتوبر 1917 - 3 نوفمبر 1917: الفريق نيقولاي دوخونين
- 3 نوفمبر 1917 - 7 نوفمبر 1917: اللواء ميخائيل ديتريخس
- 7 نوفمبر 1917 - فبراير 1918: اللواء ميخائيل بونتش برويفيتش

## الستافكا خلال الحرب العالمية الثانية
أُنشئت ستافكا القوات المسلحة السوفيتية (بالروسية: Ставка Главного Командования Вооруженных Сил Союза ССР) خلال الحرب العالمية الثانية في 23 يونيو 1941 بعد يوم واحد من الاجتياح الألماني للاتحاد السوفيتي بموجب القرار السري الصادر عن جوزيف ستالين رئيس الحكومة وزعيم الحزب الشيوعي السوفيتي وتكونت الستافكا من:
- وزير الدفاع المارشال سيميون تيموشينكو (رئيسًا)
- جوزيف ستالين القائد العام ورئيس الأركان
- المارشال كليمنت فوروشيلوف
- المارشال سيميون بوديوني
- جنرال الجيش غيورغي جوكوف
- وزير الخارجية فياتشيسلاف مولوتوف
- المفوض الشعبي الأدميرال نيقولاي غيراسيموفيتش كوزنيتسوف

كما ضم القرار نفسه قائمة باللجنة البرلمانية الاستشارية للستافكا، والتي ضمت في عضويتها كل من:
- المارشال غريغوري كوليك
- المارشال بوريس شابوشنيكوف
- المارشال كيريل ميريتسكوف
- القائد مارشال بافيل جيغاريف قائد القوات الجوية السوفيتية
- جنرال الجيش نيكولاي فاتوتين قائد قوات الدفاع الجوي السوفيتية
- القائد مارشال نيقولاي فورونوف قائد المدفعية
- أنستاس ميكويان ممثلًا عن لجنة الدفاع
- لازار كاغانوفيتش ممثلًا عن لجنة الدفاع
- لافرينتي بيريا وزير الداخلية وسكرتير أول الحزب الشيوعي الجورجي
- نيقولاي فوزنيسينسكي نائب أول رئيس وزراء الاتحاد السوفيتي
- أندريه جدانوف نائب ثاني رئيس وزراء الاتحاد السوفيتي
- غريغوري مالينكوف عضو سكرتارية اللجنة المركزية للحزب الشيوعي السوفيتي
- ليف ميخليس

وبعد مدة قصيرة من تشكيلها، وتحديدا في 10 يوليو 1941 تغيّر اسم الستافكا من ستافكا القيادة العامة للقوات المسلحة للاتحاد السوفيتي إلى ستافكا القيادة العليا (بالروسية: Ставка Верховного Командования) ثم غُيّر مرة ثالثة إلى ستافكا القيادة العامة العليا (بالروسية: Ставка Главного Верховного Командования) فعلى الرغم من تغيّر اسمها إلا أن اختصاصات الستافكا لم تتغير منذ إنشائها وحتى نهاية الحرب العالمية الثانية.